# Titus Flavius Sabinus (consul en 82)
Pour les articles homonymes, voir Flavius Sabinus et Sabinus.
Titus Flavius Sabinus est un sénateur romain de la fin du Ier siècle, membre de la famille impériale des Flaviens, consul ordinaire en 82 avec l'empereur Domitien.

## Biographie

### Famille
Il est le petit-fils de Titus Flavius Sabinus, consul suffect en 47 et préfet de Rome pendant douze années et notamment durant l'année des quatre empereurs en 69. Son père se nomme aussi Titus Flavius Sabinus, et est consul suffect en 69.
Son père et son grand-père sont assiégés sur le Capitole par les forces de Aulius Vitellius en décembre 69, son père parvenant à s'enfuir au contraire du préfet, qui est tué.

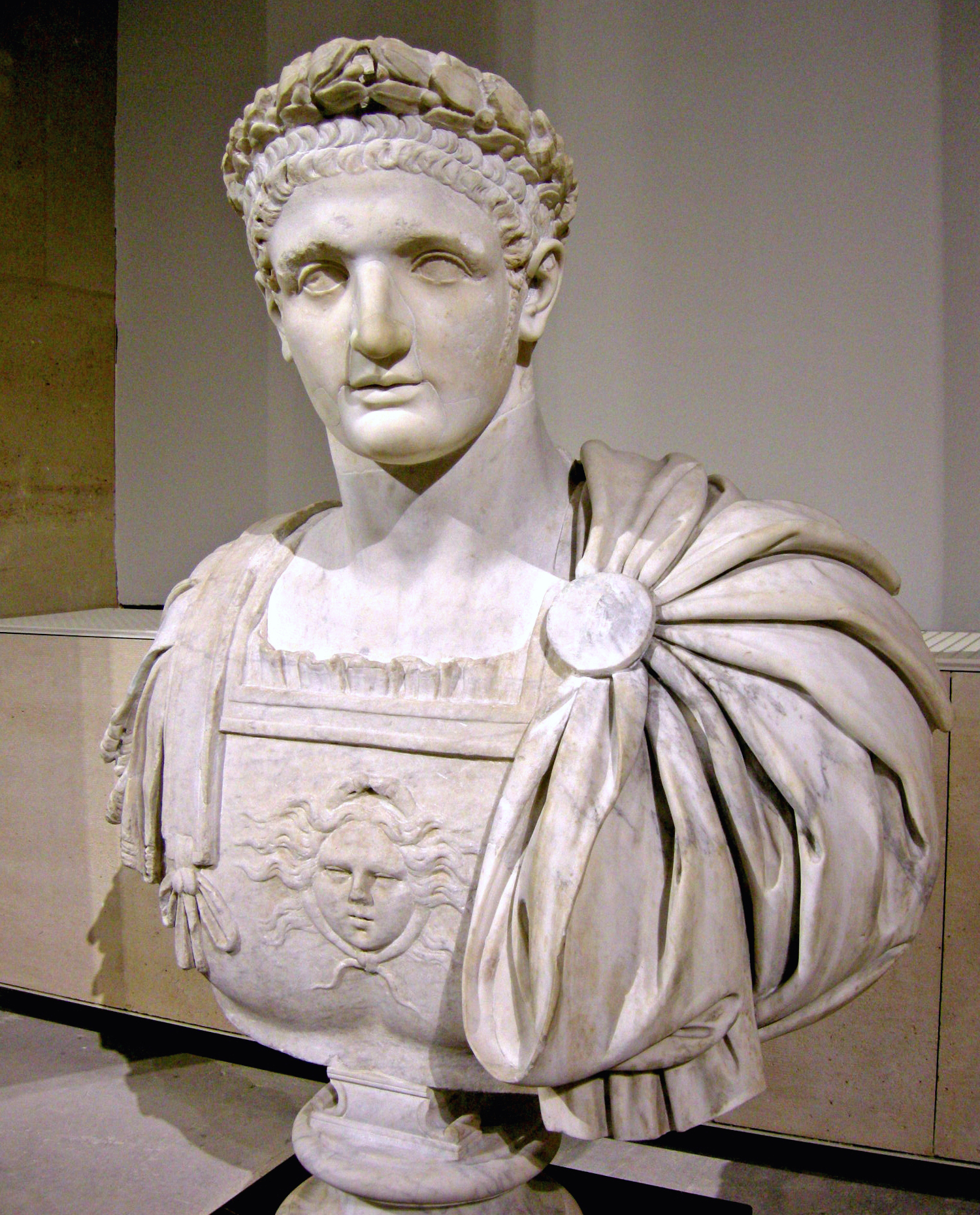
Buste de l'empereur Domitien (81 à 96).

Vespasien est le frère cadet du préfet de Rome, et donc le grand-oncle du consul de 82, et ce dernier est ainsi le petit-cousin des empereurs Titus et Domitien.
Il épouse la fille de son cousin germain le futur empereur Titus, Julia Titi filia,, durant son règne, probablement en 81 ou pendant les années 70.
Il a un frère, Titus Flavius Clemens, qui devient consul éponyme en 95.

### Carrière
Il entretient de mauvaises relations avec Domitien, aggravées par le fait que sa femme, Julia Flavia, a une relation connue de tous avec Domitien du vivant de Titus, liaison stigmatisée par les auteurs antiques. Entre autres, Juvénal et Suétone condamnent cette liaison,. De plus, à la suite de la mort de Titus, son beau-père, Flavius Sabinus est le plus proche parent de Domitien et donc son possible successeur. Domitien craint alors probablement son petit cousin, et c'est peut-être lui qu'il accuse de briguer l'Empire, en citant un vers d'Homère, à moins qu'il ne s'agisse de son père.
Étonnamment, il est le premier consul éponyme du règne de son parent Domitien et à ses côtés, en l'an 82.
Dion Cassius et Philostrate d'Athènes précisent que Domitien fait exécuter Flavius Sabinus,. Suétone parle d'un Flavius Sabinus, cousin de l’empereur, exécuté après qu'un héraut le salue du titre d’imperator, un titre auquel seul l'empereur a le droit, au lieu de « consul ». Cela se réfère plus probablement au consul de 82 plutôt qu'à celui de 69.
Julia Flavia lui survit et, selon Dion Cassius, vit ensuite avec Domitien « comme une femme avec son mari ». Elle meurt en 91, donc Flavius Sabinus décède, de mort naturelle ou plus probablement exécuté, entre 83 et 91, et probablement très peu de temps après ou même pendant son consulat, dès 82 ou en 83.

## Hypothèse plus précise au sujet de sa descendance
Selon Giovanni Battista De Rossi, un de ses fils serait Titus Flavius Titianus. Le cognomen Titianus viendrait du nom de la femme de Titus Flavius Sabinus, la fille de l'empereur Titus, appelée Julia Titi. De Rossi estime que cela est cohérent avec la découverte d'une pierre tombale qu'il a faite dans la propriété où ont été creusées les catacombes de Domitilla et qui appartenait à Flavia Domitilla, une nièce des empereurs Domitien  et Titus. La tombe en question rassemblait en effet les sépultures d'un frère et d'une sœur, l'un appelé Titus Flavius Sabinus, qui aurait porté le même nom que son père comme cela est avéré pour au moins quatre autres Titus Flavius Sabinus appartenant à cette branche des Flaviens. Sa sœur étant appelé Titiana (probablement Flavia Titiana), nom dérivé de celui de son père pour le nomen et de celui de sa mère Julia Titi, la fille de Titus pour le cognomen. Les noms « Titus Flavius » et Titiana/Titianus sont bien attestés dans cette branche familiale des flaviens. Ainsi, une petite-fille de Titus Flavius Titianus, appelée Flavia Titiana a été l'épouse de l'empereur Pertinax.

## Sources
- Rocznik Papirologii Prawniczej, Państwowe Wydawnictwo Naukowe, Volume 35, 2005